# Crise du crack à Paris
La consommation de crack à Paris désigne l'usage de cette drogue et les troubles qui y sont associés dans la capitale française, particulièrement dans les quartiers du nord-est de Paris (notamment les 18e et 19e arrondissements) depuis la fin des années 1980.
Ce phénomène s’est progressivement imposé comme un problème de santé publique et de sécurité, marqué par l’existence récurrente de scènes ouvertes de consommation de crack (regroupements de consommateurs et de dealers dans l’espace public) et par de vives tensions avec les riverains. La presse utilise l’expression de « crise du crack » pour qualifier ces épisodes successifs depuis les années 1990.

## Historique

### Années 1980
Le crack (dérivé fumable de la cocaïne) apparaît à Paris au milieu des années 1980. Dès 1986, on signale les premiers consommateurs dans le quartier des Halles, en majorité originaires des Antilles et fabriquant eux-mêmes la drogue à partir de cocaïne base. Peu avant 1989, une deuxième vague d’usage concerne les femmes travailleuses du sexe à Pigalle (nord de Paris). À la fin des années 1980, la présence de crack reste encore marginale et confidentielle.

### Années 1990
Au début des années 1990, le crack s’implante durablement dans les quartiers populaires du nord-est parisien. Le secteur de la place de la Bataille-de-Stalingrad devient un haut lieu du trafic et de la consommation à ciel ouvert. Des usagers en grande précarité occupent des squats jusqu’à leur démantèlement par la police en 1991, ce qui disperse temporairement les consommateurs.
Le marché de rue, d’abord tenu par des dealers antillais, est progressivement repris par des réseaux d’origine ouest-africaine. Dès la fin des années 1990, des « rondes de riverains » sont organisées autour de Stalingrad.

### Années 2000
La répression des squats pousse le trafic dans l’espace public. Des scènes de consommation apparaissent dans les parcs, les rues et sous les échangeurs. Le profil des usagers se diversifie. Une scène majeure émerge à partir de 2007 autour de la porte de la Chapelle, surnommée la « colline du crack ».

### Années 2010
Les campements informels se multiplient. En 2019, la colline du crack est évacuée par la préfecture. Mais les usagers se dispersent et d’autres campements apparaissent (Stalingrad, Rosa Parks, jardins d’Éole, etc.). En septembre 2021, l’État impose un déplacement forcé vers le square Forceval, la Porte de la Villette, provoquant des tensions avec les élus locaux.

### Années 2020
Le 5 octobre 2022, le camp de Forceval est évacué. Une surveillance policière empêche la reconstitution de scènes ouvertes. La préfecture met en avant une hausse des interpellations de trafiquants et un programme d’hébergement social appelé ASSORE.

## Réponses institutionnelles
En 2019, l’État, la ville de Paris et l'agence régionale de santé lancent un « plan crack » coordonné par la préfecture de région. Il prévoit :
- des équipes mobiles de maraude ;
- des espaces de repos, comme celui de la porte de la Chapelle[11] ;
- un programme d’hébergement temporaire appelé ASSORE ;
- la création d’unités d’addictologie (CAARUD, CSAPA) ;
- et des projets de nouvelles salles de consommation à moindre risque (SCMR).

La SCMR de Lariboisière, ouverte en 2016, est la première du genre en France. Elle a proposé une salle de consommation pour l'inhalation (c'est-à-dire propre à la consommation de crack) depuis son ouverture jusqu'au premier confinement, elle n'accueille plus de consommateurs de crack depuis.

## Position des associations d’addictologie
Les associations comme la Fédération addiction, Gaïa Paris, Aurore, ou Oppelia plaident pour une politique de réduction des risques, la création de nouvelles structures et des solutions d’hébergement d’urgence. En 2022, elles publient un plan d’action appelant à créer au moins quatre nouvelles salles de consommation, à renforcer l’accès aux soins et à assurer une concertation réelle entre acteurs.
En mars 2024, cinq associations saisissent le tribunal administratif contre des arrêtés du préfet interdisant la présence de toxicomanes dans certains lieux publics, estimant qu’ils portent atteinte à des droits fondamentaux.

## Attitude des riverains
Globalement, les réactions riveraines traduisent une tension entre le besoin de sécurité, la volonté d’humanité et l’épuisement face à une crise durablement installée.
Des collectifs de riverains se mobilisent régulièrement pour demander plus de sécurité et le refus d’implantation de nouveaux dispositifs d’accueil. D'autres habitants dénoncent une dégradation de leur cadre de vie : violences, insalubrité, sentiment d’abandon par les pouvoirs publics.
Dès 2016, l’ouverture de la salle de consommation à moindre risque située à proximité de l’hôpital Lariboisière suscite des débats. Plusieurs collectifs de riverains dénoncent un manque de concertation, craignent une augmentation de l’insécurité, et engagent des recours juridiques pour en contester l’existence. En parallèle, des habitants, professionnels de santé et associations de quartier expriment leur soutien à la SCMR. Une pétition de soutien recueille plusieurs milliers de signatures, soulignant l’importance de telles structures pour limiter les consommations dans la rue, favoriser l’accès aux soins et réduire les nuisances publiques. Des riverains affirment que la présence encadrée d’usagers, dans un lieu dédié, constitue une amélioration par rapport aux scènes de consommation en plein air.
En 2021, le déplacement des consommateurs vers le square de la Porte de la Villette entraîne des tensions avec les habitants et élus du 19e arrondissement, qui dénoncent un « abandon de l’État » et une « gestion par le déplacement »,.